# Église Notre-Dame-de-la-Consolation de Rome
L'église Notre-Dame de la Consolation (Santa Maria della Consolazione en italien) est un lieu de culte catholique situé dans le rione Campitelli, dans le centre historique de Rome.